# Nicolas Hayek

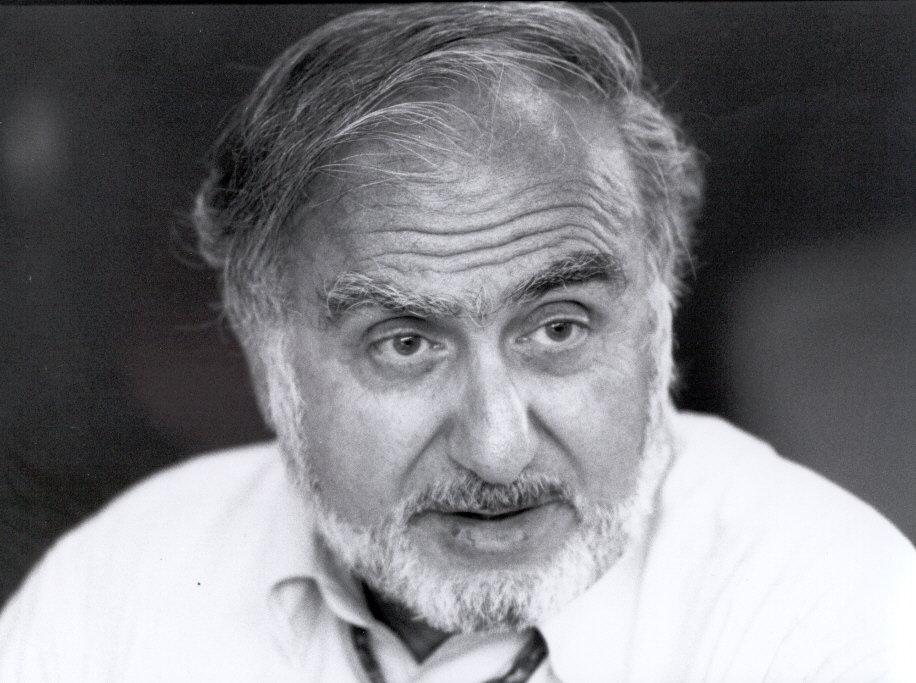
Nicolas Hayek (1992)

Nicolas Hayek (Beiroet, 19 februari 1928 – Biel, 28 juni 2010) was een Zwitsers ondernemer, met name bekend van het horlogemerk Swatch en de Swatch Group. Hij werd geboren in Libanon maar werd later tot Zwitsers staatsburger genaturaliseerd.
Hayek speelde een belangrijke rol in de redding van de Zwitserse horlogeindustrie. In de jaren zeventig en tachtig kregen traditionele en dure Zwitserse horloges veel concurrentie van kwartshorloges uit Azië, de zogenaamde kwartscrisis. Hoewel een Zwitser het kwartsuurwerk heeft uitgevonden, werd het idee niet in een productie in Zwitserland omgezet. Hayek begon in deze tijd met Swatch en introduceerde in 1983 het eerste Swatch-horloge. Als adviseur van het horlogemerk Omega zorgde hij ervoor dat deze onderneming niet in Japanse handen kwam. Hij hielp de horlogeproducenten ASUAG en SSIH te saneren. Deze bedrijven werden later opgenomen in de Swatch Group. Ook luxe horlogemerken als Breguet en Blancpain behoren tot de groep.
Naast horloges ontwikkelde Hayek ook andere ideeën, zoals het Swatch-mobiel dat door Mercedes verder werd ontwikkeld tot Smart, inmiddels onderdeel van Daimler AG. In 2003 droeg Hayek de operationele leiding van het concern over aan zijn zoon, Georges Nicolas Hayek. Hayek werd als president van de raad van commissarissen van de Swatch Group opgevolgd door zijn dochter, Nayla Hayek. 
Hayek overleed op 82-jarige leeftijd aan een hartstilstand, terwijl hij aan het werk was.